# Lasy Strzeleckie
Lasy Strzeleckie este o arie protejată (arie de protecție specială avifaunistică — SPA) din Polonia întinsă pe o suprafață de 8.749,48 ha, integral pe uscat.

## Localizare
Centrul sitului Lasy Strzeleckie este situat la coordonatele 50°58′00″N 23°53′03″E / 50.9666°N 23.8843°E.

## Înființare
Situl Lasy Strzeleckie a fost declarat arie de protecție specială avifaunistică în noiembrie 2004 pentru a proteja 15 specii de animale.

## Biodiversitate
Situată în ecoregiunea continentală, aria protejată nu include niciun habitat protejat.
La baza desemnării sitului se află mai multe specii protejate de  păsări (15): acvilă țipătoare mică (Aquila pomarina), cocoșul de mesteacăn (Bonasa bonasia), caprimulg (Caprimulgus europaeus), barză neagră (Ciconia nigra), cristeiul de câmp (Crex crex), ciocănitoarea de stejar (Dendrocopos medius), ciocănitoare neagră (Dryocopus martius), presură de grădină (Emberiza hortulana), muscar-gulerat (Ficedula albicollis), muscar (Ficedula parva), sfrâncioc roșiatic (Lanius collurio), ciocârlie de pădure (Lullula arborea), viespar (Pernis apivorus), silvie porumbacă (Sylvia nisoria),  cocoș de munte (Tetrao urogallus).